# Мустафа Шаділі
Мустафа Шаділі (араб. مصطفى الشاذلي, нар. 14 лютого 1973, Касабланка) — марокканський футболіст, що грав на позиції воротаря.
Виступав, зокрема, за клуб «Раджа» (Касабланка), а також національну збірну Марокко.

## Клубна кар'єра
У дорослому футболі дебютував 1992 року виступами за команду клубу «Олімпік» (Касабланка), в якій провів три сезони. 
Своєю грою за цю команду привернув увагу представників тренерського штабу клубу «Раджа» (Касабланка), до складу якого приєднався 1995 року. Відіграв за клуб з Касабланки наступні десять сезонів своєї ігрової кар'єри.
Протягом 2005—2009 років захищав кольори команди клубу «Магреб» (Тетуан).
Завершив професійну ігрову кар'єру у клубі ФАР (Рабат), за команду якого виступав протягом 2009—2010 років.

## Виступи за збірну
У 1998 році дебютував в офіційних матчах у складі національної збірної Марокко. Протягом кар'єри у національній команді, яка тривала 1 рік, провів у формі головної команди країни 3 матчі.
У статусі резервного голкіпера збірної був учасником чемпіонату світу 1998 року у Франції, Кубка африканських націй 2000 року у Гані та Нігерії, а також Кубка африканських націй 2006 року в Єгипті.